# KylieX2008
KylieX2008 este un turneu, inițial european, al cântăreței australiene Kylie Minogue având ca scop promovarea albumului X. Pe măsură ce turneul avansa, au apărut confirmări ale concertelor și în Asia, Australia și America de Sud.